# Pak Song-chol (Leichtathlet)

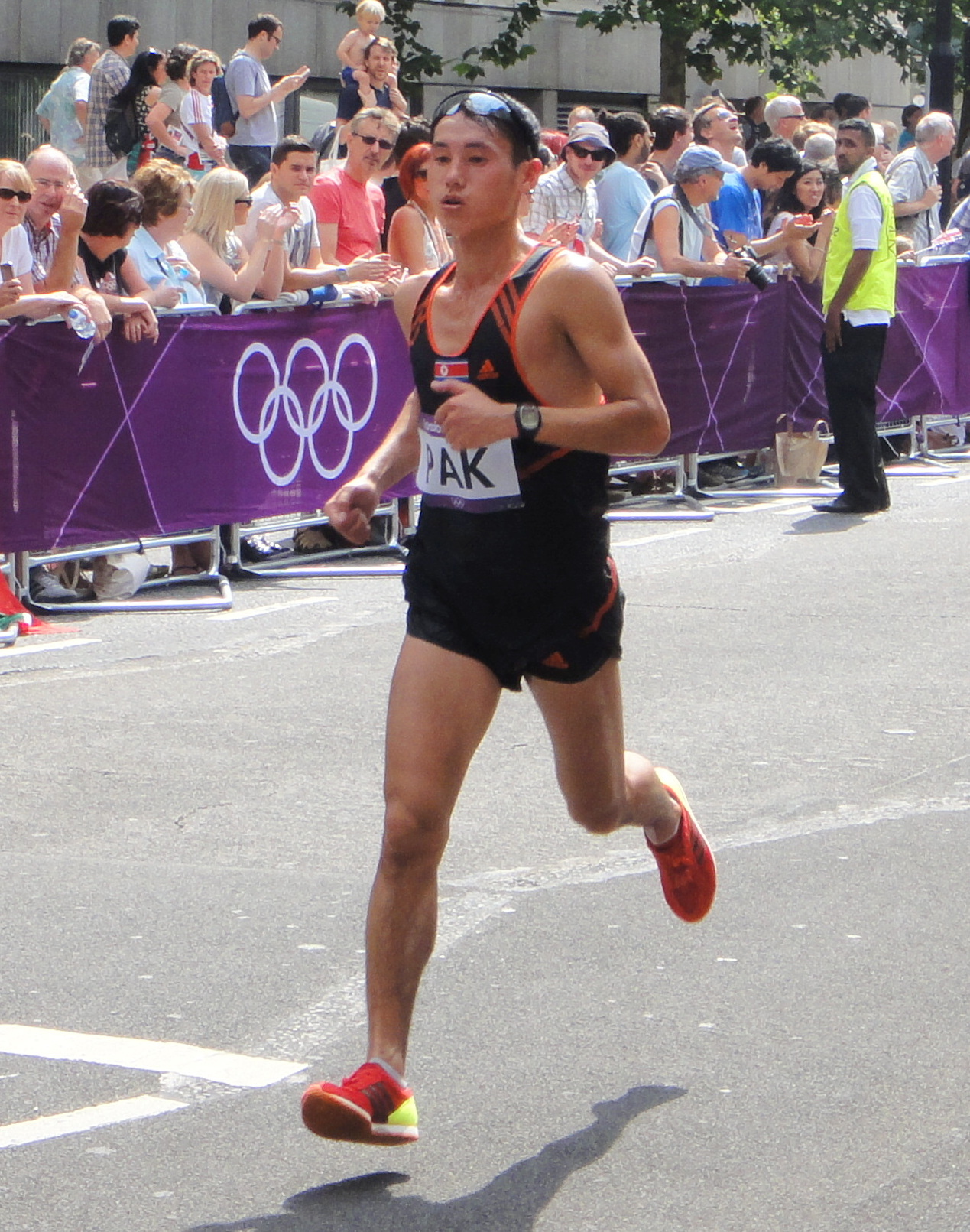
Pak Song-chol

Pak Song-chol (* 10. November 1984 in der Provinz Hwanghae-namdo) ist ein nordkoreanischer Marathonläufer.
2007 gewann er den Pjöngjang-Marathon mit seiner persönlichen Bestzeit von 2:12:41 h und wurde Elfter beim Peking-Marathon. Im Jahr darauf wurde er Achter beim Xiamen-Marathon, verteidigte seinen Titel in Pjöngjang und kam bei den Olympischen Spielen in Peking auf den 40. Platz.
2009 wurde er Sechster in Pjöngjang und belegte bei den Leichtathletik-Weltmeisterschaften in Berlin den 43. Platz.